# Transport Empire
Transport Empire (с англ. — «Транспортная Империя») — компьютерная игра в жанре экономической стратегии, разработанная студией Road 404 и выпущенная компанией Game Insight в апреле 2014 года. Игра распространяется по модели Free-to-play.

## Игровой процесс
Игрок берет на себя роль начинающего бизнесмена, которому предстоит восстановить промышленность и транспортную систему в регионе под названием Сторвелл. Для достижения этой цели игроку предстоит наладить добычу ресурсов, создать обширные транспортные сети, нанять управляющих шахтами и рудниками, а также постоянно приобретать и модернизировать разнообразные транспортные средства.
Карта, на которой располагаются все игровые ресурсы и города, открывается игрокам постепенно. Чем выше уровень игрока, тем больше территорий на карте можно использовать для добычи и обработки ресурсов.
Каждое игровое действие требует определенных ресурсов и занимает определенное количество времени. Игрок всегда может использовать игровую валюту и ресурсы для ускорения игровых действий.
В игре представлено несколько видов транспортных средств: поезда, пароходы и дирижабли. С их помощью игрок выполняет контракты и получает прибыль. Чем выше уровень игрока, тем более престижные и эффективные транспортные средства ему доступны.

## Разработка и выпуск
Первая версия игры для устройств Apple iPad вышла 8 апреля 2014 года. В конце мая того же года проект также стал доступен на iPhone. Версия для Android-устройств появилась 26 июня 2014, затем в августе игра была представлена в магазине приложений Amazon Appstore, а в ноябре Transport Empire вышла в социальной сети Facebook. В феврале 2015 года проект стал доступен для операционных систем Windows Phone и Windows 8. К концу 2014 года аудитория игры насчитывала более двух миллионов человек. 31 мая 2019 была прекращена поддержка в Одноклассниках.

## Отзывы и рецензии
Игровые сайты довольно высоко оценили игру за качественную графику, увлекательный игровой процесс, а также за успешное использование стилистики стимпанка.